# Mărioara Trașcă
Mărioara Trașcă, po mężu Curelea (ur. 29 października 1962 w Bukareszcie) – rumuńska wioślarka, trzykrotna medalistka olimpijska i czterokrotna medalistka mistrzostw świata.

## Kariera
Wystąpiła na igrzyskach olimpijskich w Los Angeles w 1984, gdzie osada Rumunii w składzie: Doina Șnep-Bălan, Mărioara Trașcă, Aurora Pleșca, Aneta Mihaly, Adriana Bazon, Mihaela Armășescu, Camelia Diaconescu, Lucia Sauca i Viorica Ioja zdobyła srebrny medal w ósemkach. W finale o 1,07 sekundy przegrały z osadą USA, a o 2,05 sekundy wyprzedziły Holenderki. Na rozgrywanych cztery lata później igrzyskach olimpijskich w Seulu zdobywa dwa medale. Najpierw wspólnie z Doiną Șnep-Bălan, Veronicą Neculą, Hertą Anitaș i Ecateriną Oancią zajęła trzecie miejsce w czwórkach ze sternikiem, plasując się 5,13 sekundy za osadą NRD i 2,35 sekundy za osadą Chin. Następnie Bălan, Șnep-Bălan, Necula, Anitaș, Bazon, Armășescu, Rodica Arba, Olga Homeghi-Bularda i Ecaterina Oancia zdobył srebrny medal w ósemkach. W finale o 2,37 sekundy przegrały z osadą NRD, a o 4,39 sekundy wyprzedziły Chinki. 
W ósemkach zdobyła też złoty medal na mistrzostwach świata w Kopenhadze (1987) oraz brązowy na mistrzostwach świata w Hazewinkel (1985). Zwyciężała także w czwórkach ze sternikiem na mistrzostwach świata w Nottingham (1986) i mistrzostwach świata w Kopenhadze (1987). 